# 埃盖尔瑟格
埃盖尔瑟格，是匈牙利包尔绍德-奥包乌伊-曾普伦州所辖的一个村。总面积10.77平方公里，总人口44，人口密度4.1人/平方公里（2011年1月1日）。